# Kolsjön, Östergötland
Kolsjön är en sjö i Ödeshögs kommun i Östergötland och ingår i Motala ströms huvudavrinningsområde. Sjön är 4 meter djup, har en yta på 0,0733 kvadratkilometer och är belägen 147,9 meter över havet.

## Delavrinningsområde
Kolsjön ingår i det delavrinningsområde (646653-144367) som SMHI kallar för Nedlagd mätstation. Medelhöjden är 144 meter över havet och ytan är 56,13 kvadratkilometer. Det finns inga avrinningsområden uppströms utan avrinningsområdet är högsta punkten. Lorbybäcken som avvattnar avrinningsområdet har biflödesordning 3, vilket innebär att vattnet flödar genom totalt 3 vattendrag innan det når havet efter 138 kilometer. Avrinningsområdet består mestadels av skog (66 procent) och jordbruk (23 procent). Avrinningsområdet har 0,76 kvadratkilometer vattenytor vilket ger det en sjöprocent på 1,4 procent.